# Старый Новый год (фильм, 2011)
«Старый Новый год» (англ. New Year's Eve, дословный перевод: Канун Нового года) — романтическая комедия режиссёра Гарри Маршалла. Мировая премьера состоялась 9 декабря 2011 года (в России — 12 января 2012, канун старого Нового года).

## Сюжет
Герои фильма — жители города, которые никогда не спят. Нью-Йорк накануне Нового года переплетёт жизни нескольких героев: умирающего в больнице пожилого человека, секретарши, решившей осуществить данные себе обещания, продюсера знаменитого новогоднего шоу на Таймс-сквер, человека, который вообще ненавидит этот праздник.

## В ролях
- Джейк Ти Остин — Сэт
- Джессика Бил — Тесс Бирн
- Джон Бон Джови — Дженсен
- Роберт Де Ниро — Гарри
- Джош Дюамель — Сэм
- Зак Эфрон — Пол
- Карла Гуджино — Доктор Моррисет
- Кэтрин Хайгл — Лора
- Эштон Кутчер — Рэнди
- Сет Майерс — Гриффин Бирн
- Лиа Мишель — Элиза
- Алисса Милано — Минди Кембридж (Медсестра)
- Сара Джессика Паркер — Ким Дойл
- Сара Полсон — Грэйс Швоуб
- Эбигейл Бреслин — Хейли Дойл
- Расселл Питерс
- Мишель Пфайффер — Ингрид
- Тиль Швайгер — Джеймс
- Райан Сикрест — играет самого себя
- Хилари Суонк — Клэр Морган
- Ludacris — Брендан
- София Вергара — Ава
- Хэлли Берри — Эми (Медсестра)
- Нэт Вулфф — Уолтер
- Гектор Элизондо — Распутин
- Пенни Маршалл — камео
- Амаре Стадемайр
- Кармело Энтони
- Шакил О'Нил
- Мег Райан
- Кэри Элвес — врач
- Мэттью Бродерик — босс Клэр Морган
- Ярдли Смит — Мауд
- Джеймс Белуши — лифтёр
- Джон Литгоу — Джонатан Кокс